# Дирижёрская палочка

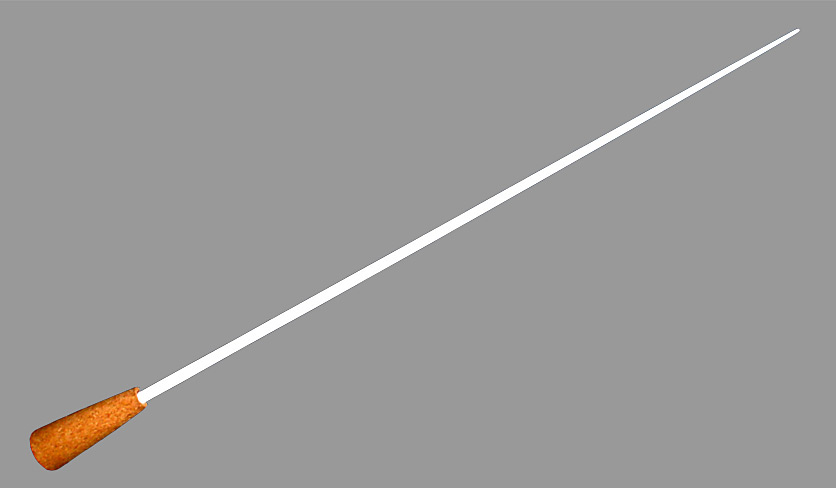
Современная дирижёрская палочка

Дирижёрская палочка — предмет, служащий дирижёру для управления оркестром. Используется в дирижировании с XIX века. Прежде для отбивания такта использовалась баттута.

## История
До появления дирижёрской палочки существовали различные формы управления музыкальным коллективом: в хронологическом порядке друг друга сменяли запев, осуществляемый лидером хора, хейрономия (условные жесты кисти и пальцев), тактирование (отбивание такта баттутой), концертмейстерское управление (музыкант, как правило, клавесинист, ведущий за собой оркестр). Время от времени концертмейстер мог прекращать игру и использовать для дирижирования вспомогательные предметы: смычок, свёрнутый рулон бумаги, палочку.
В XIX веке развитие симфонической музыки и усложнение состава оркестра потребовали освобождения дирижёра от исполнительской деятельности и его полного сосредоточения на процессе дирижирования. Именно в этот период общепринятым становится использование дирижёрской палочки. К новому стилю дирижирования практически одновременно прибегли такие музыканты, как И. Ф. Мозель (1812, Вена), К. М. Вебер (1817, Дрезден), Л. Шпор (1817, Франкфурт-на-Майне).

## Характеристики
Дирижёрская палочка, как правило, изготавливается из лёгких сортов древесины, углепластика или стекловолокна. Чаще всего она окрашена в белый цвет, но может также иметь цвет натуральной древесины. Иногда палочка подсвечивается с помощью батарейки, спрятанной в ручке. Ручка делается из пробки или пенопласта; желательно, чтобы она была шероховатой, так как это усиливает контакт пальцев с поверхностью.
В среднем дирижёрская палочка имеет длину около 40—42 см. Однако её длина и вес могут варьироваться в зависимости от индивидуальных предпочтений дирижёра, формы его кисти, характера исполняемого произведения и размера музыкального коллектива.

## Применение

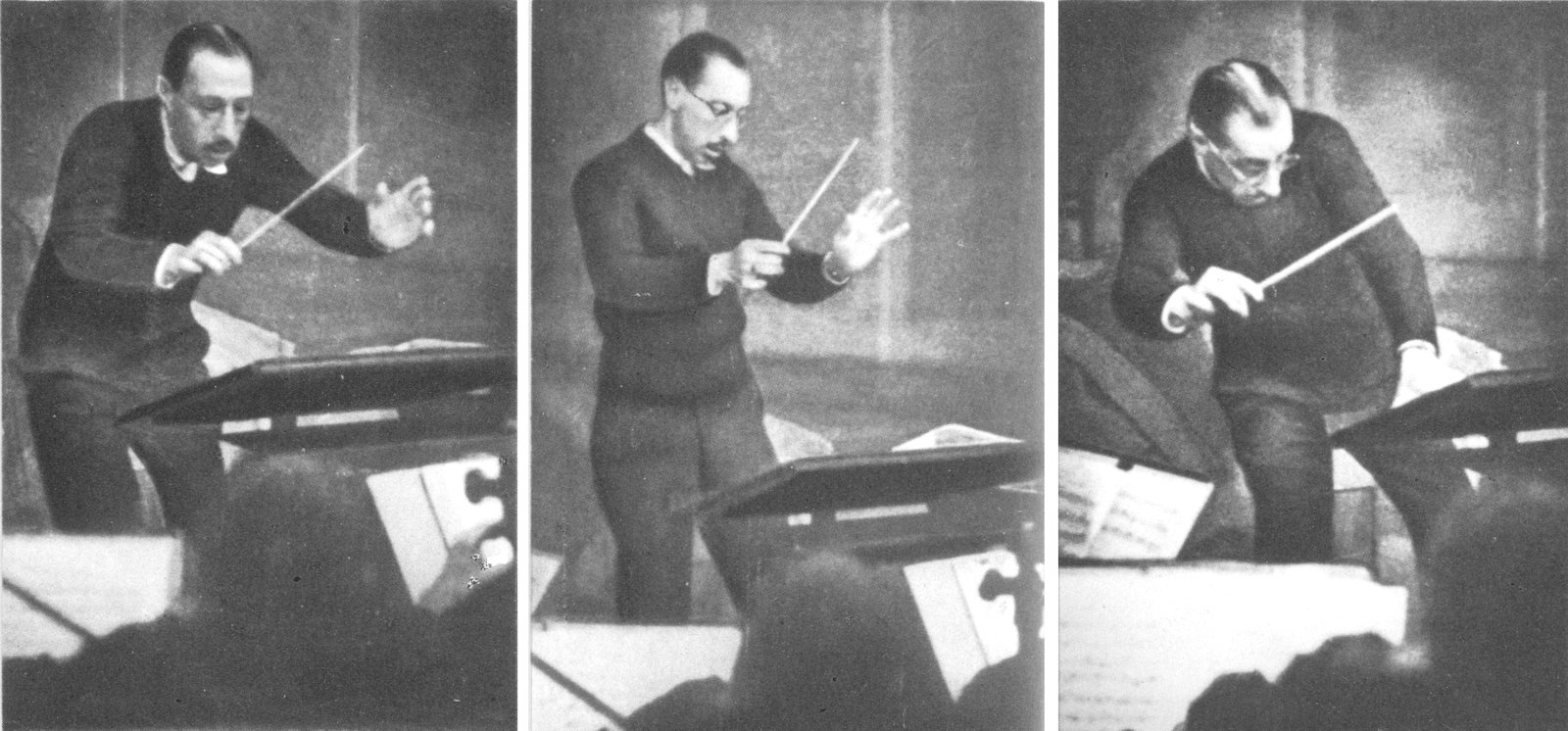
Игорь Стравинский с дирижёрской палочкой

Основная роль дирижёрской палочки заключается в том, чтобы сделать движения кисти более заметными для коллектива. Кроме того, она позволяет добиться большей экспрессии, выразительности жеста.
Существуют несколько типовых способов держания палочки. И. А. Мусин в своей работе «Техника дирижирования» описывает три основных положения, различающиеся не только положением пальцев, но также областью применения и выразительными свойствами. Палочку обычно держат в правой руке, хотя некоторые дирижёры-левши используют для этой цели левую руку.
Многие дирижёры в своей деятельности предпочитают обходиться без палочки. В их числе Пьер Булез, Валерий Гергиев, Димитрис Митропулос, Леопольд Стоковский и др. Кроме того, дирижёрскую палочку, как правило, не используют хоровые дирижёры. В джазовых оркестрах палочка используется очень редко (это связано в первую очередь с тем, что дирижёры этих оркестров — бэндлидеры — часто сами играют на каком-нибудь музыкальном инструменте, вплоть до фортепиано, из-за чего руки у них заняты, а иногда они ещё и поют, находясь к оркестру спиной) и выполняет скорее символическую функцию.